# Будинок по вулиці Ярославів Вал, 27
Будинок по вулиці Ярославів Вал, 27 — будинок у Шевченківському районі міста Києва, на вулиці Ярославів Вал, пам'ятка архітектури місцевого значення (охоронний № 337). Зведений на початку 1860-х років у стилі класицизму, цей будинок — один із найстаріших будинків на вулиці та єдиний, що зберігся від первісної забудови вулиці. Станом на початок 2020-х років вже довгий час перебуває в аварійному стані та потребує реставрації.

## Історія
Вулицю Ярославів Вал проклали у 1850-х роках на місці старовинного міського валу, тоді ж почалася забудова місцевості. Первісно ділянка, де стоїть сучасний будинок, належала колезькому радникові В. Чернявському, який року продав її титулярному раднику Олексію Яковичу Кобилянському. Останній у 1860—1863 роках збудував тут двоповерховий будинок у популярному тоді стилі класицизму. У 1863 році Кобилянський з метою розширення садиби придбав прилеглі до неї ділянки міської землі, зокрема, ділянку із глибоким яром в глибині садиби, пізніше засипаним.
До 1877 року на першому поверсі діяла хлібна лавка, завдяки чому будинок відомий серед киян як «будинок із хлібною лавкою» і саме під такою назвою внесений до реєстру пам'яток.
У 1915 році садибу разом із сусідніми будинками № 21/23 і 25 придбало страхове товариство «Саламандра», втім, будинок № 27 продовжував використовуватися як житловий, станом на 1916 році у ньому містилася їдальня «Sante». На початку 1920-х років, після встановлення у Києві більшовицької влади, садибу націоналізували. За радянських часів у будинку розміщувалися різні установи, серед яких — Будівельно-монтажне управління № 26, що діяло тут у 1980-х роках. У 1956—1958 роках у глибині колишньої садиби збудували за типовим проєктом чотириповерхову будівлю школи (сучасна спеціалізована школа № 49 із поглибленим вивченням французької мови).
За часів незалежності у 2000-х роках у будинку діяли різні фірми, зокрема, фірма із продажу будівельних матеріалів та туристичне агентство з авіакасами. У 2009 році земельну ділянку із будинком передали в експлуатацію фінансово-інвестиційній компанії «Старе місто», яка мала реставрувати пам'ятку, проте значних реставраційних робіт не проводилося, станом на 2020 рік у будинку лише перефарбували фасад із жовтого на теракотовий.
Улітку 2023 року під виглядом «протиаварійних робіт» власник розібрав внутрішні перекриття та частину внутрішньої стіни. У січні 2024 активісти-пам'яткоохоронці законсервували вхід до будинку, який до того був відкритим.

## Опис
Будинок стоїть на червоній лінії забудови вулиці, двоповерховий із мезоніном (перший поверх — цегляний, другий та мезонін — дерев'яні), тинькований, побілений, цокольний поверх у 1950-х роках облицювали керамічними кахлями.
Чоловий фасад симетричний, дев'ятивіконний, вирішений у стилі пізнього класицизму, його форми та декор вирізняються хорошими пропорціями. Центральна вісь підкреслена ризалітом завширшки в три вікна, що завершується великим трикутним щипцем. Вікна першого поверху мають напівциркульне завершення, вікна другого поверху — прямокутні, обрамлені дерев'яними лиштвами із фігурними підвіконнями, у ризаліті — прикрашені декоративними аттиками та прямокутними сандриками. Під щипцем на центральній осі — невелике двоаркове віконце-біфорій, що освітлює приміщення мезоніну, обабіч цього віконця — два замурованих слухових вікна, від яких збереглися лише дерев'яні лиштви. Головний вхід розташований по правій осі фасаду. Дворовий фасад позбавлений декору.
Первісно будинок був розпланований під три квартири: п'ятикімнатну на першому поверсі, восьмикімнатну на другому та п'ятикімнатну в мансарді. Кухні квартир розміщувалися на першому поверсі, на території садиби також розташовувалися каретний сарай зі стайнею, дров'яники, альтанка, фруктовий сад. Пізніше внутрішнє планування будинку неодноразово змінювалося відповідно до потреб установ, що містилися в ньому.
Будинок — цікавий та рідкісний для сучасного Києва зразок типової панської садиби середини XIX століття у стилі класицизму.

## Табличка страхового товариства
До кінця 2000-х років на фасаді будинку, на рівні другого поверху, біля правого вікна ризаліту висіла старовинна овальна металева табличка із написом рос. дореф. «Застраховано въ Кіевѣ въ обществѣ взаимнаго страхованія». Подібні таблички вішали на фасадах усіх застрахованих будинків з тією метою, щоб при втраті документів на страхування, наприклад, за умови руйнівної пожежі, металева табличка збереглася та підтвердила право власника будинку на страхову компенсацію.

## Галерея

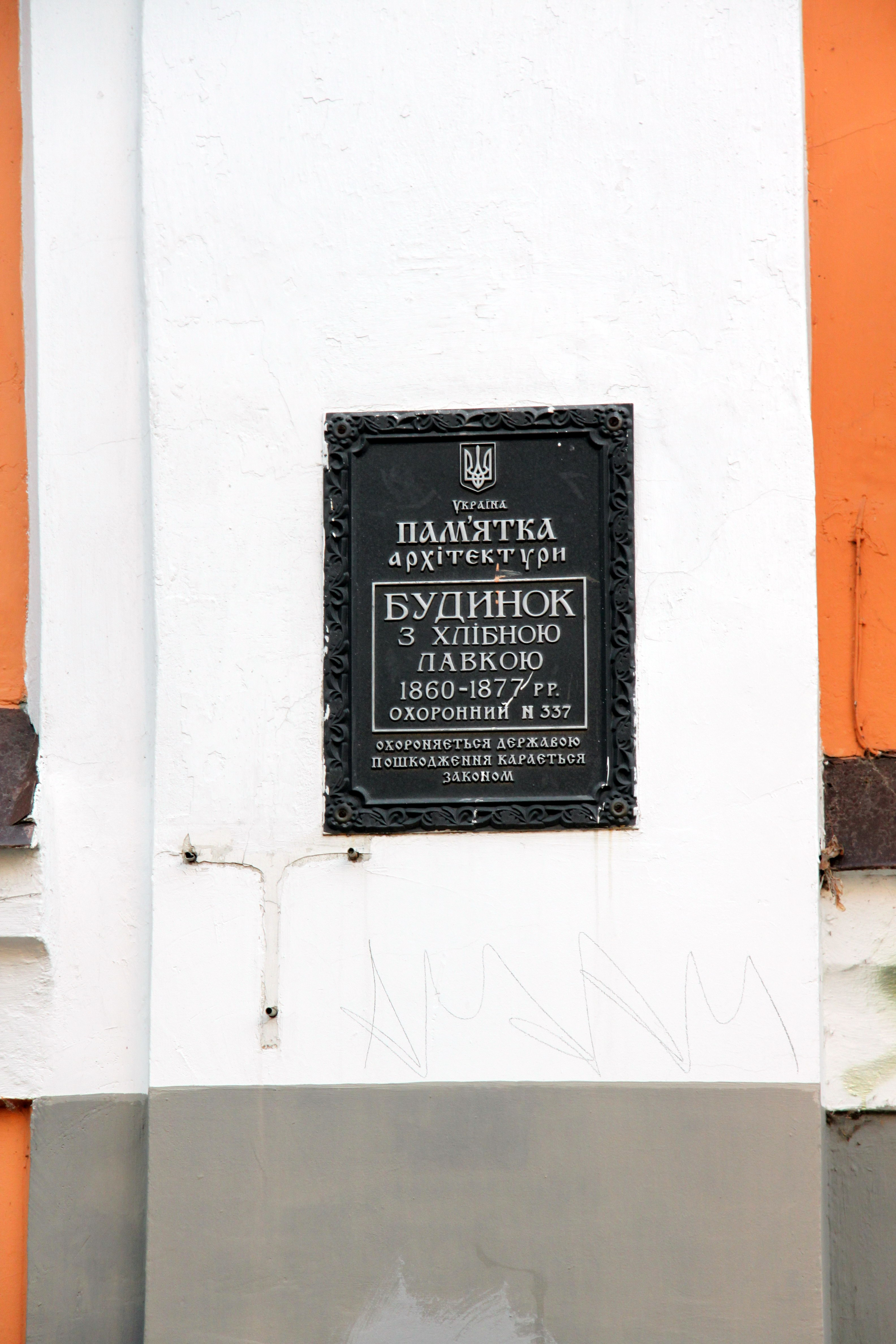
Охоронна табличка
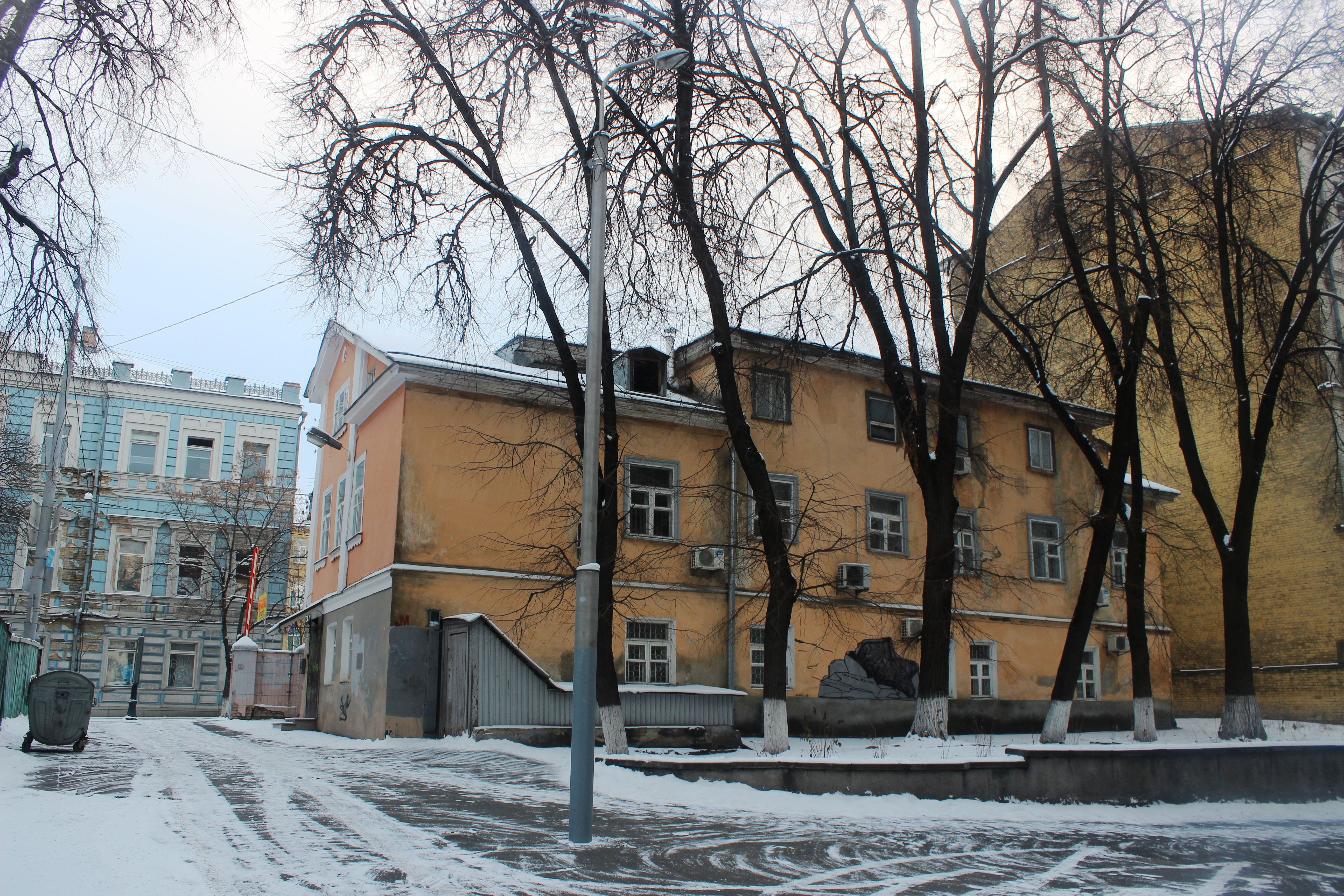
Тильний (дворовий) фасад
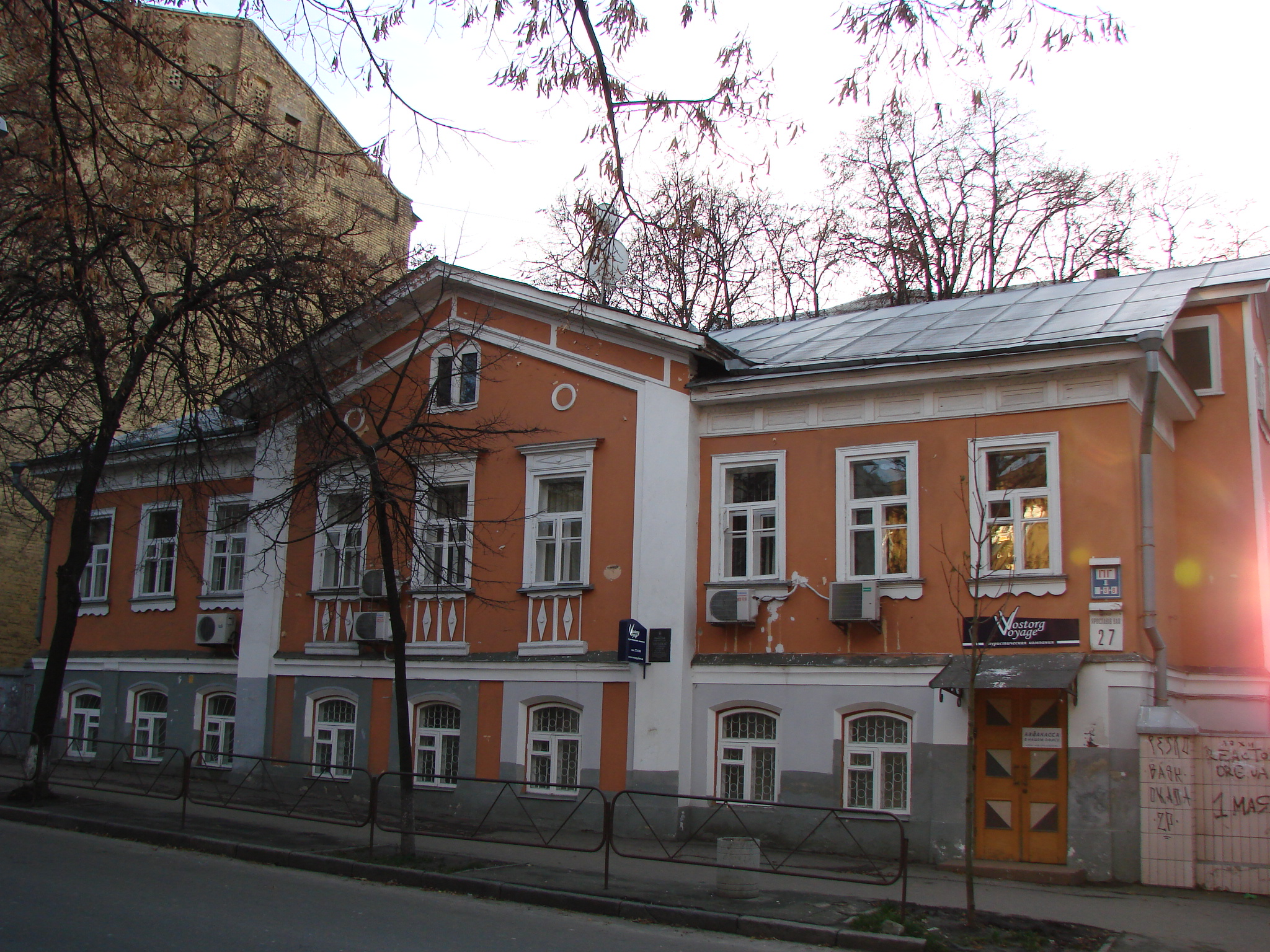
Будинок у листопаді 2009 року. На фасаді праворуч від вікон в ризаліті видно слід від знятої таблички про страхування
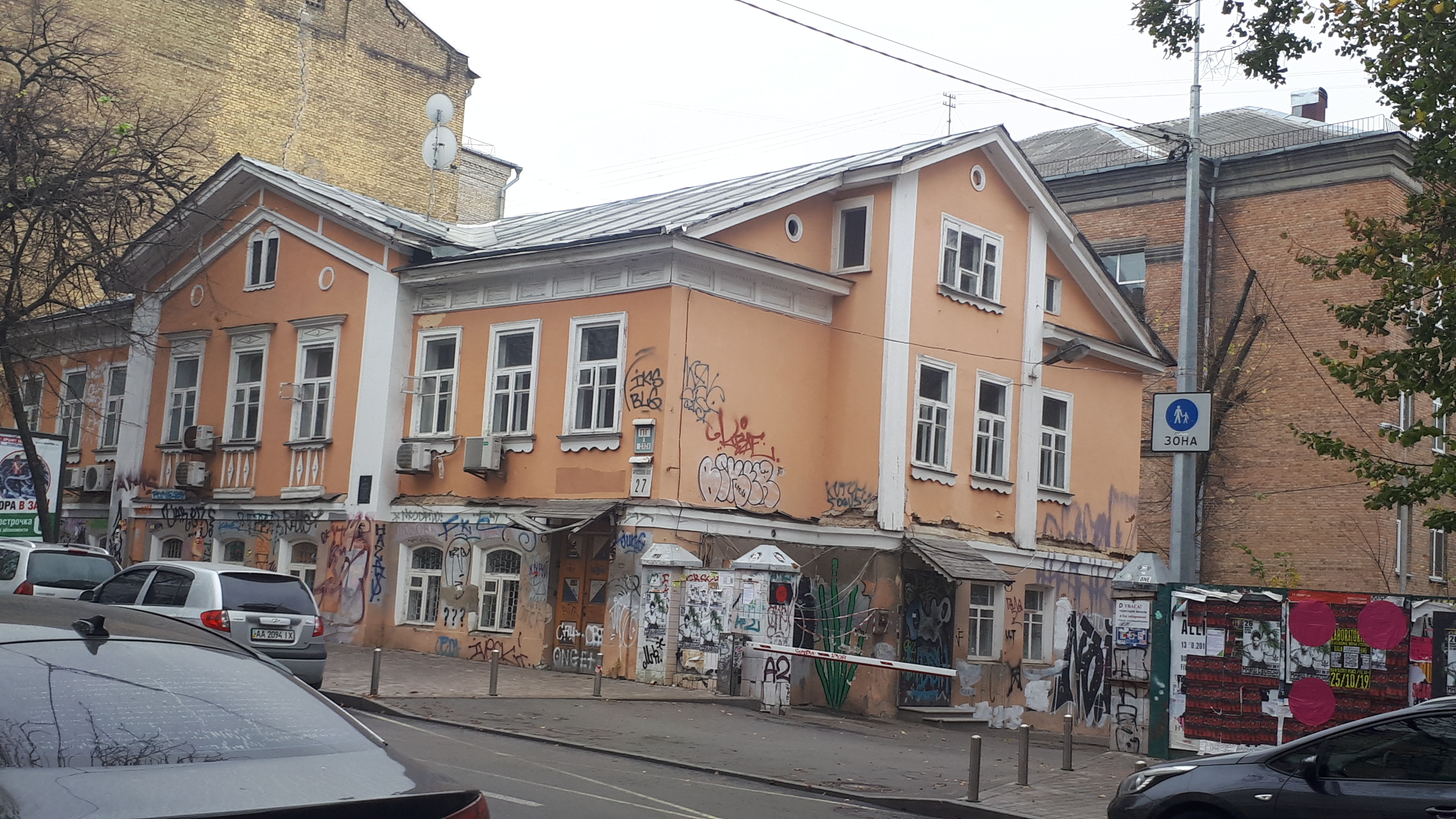
Будинок восени 2019 року
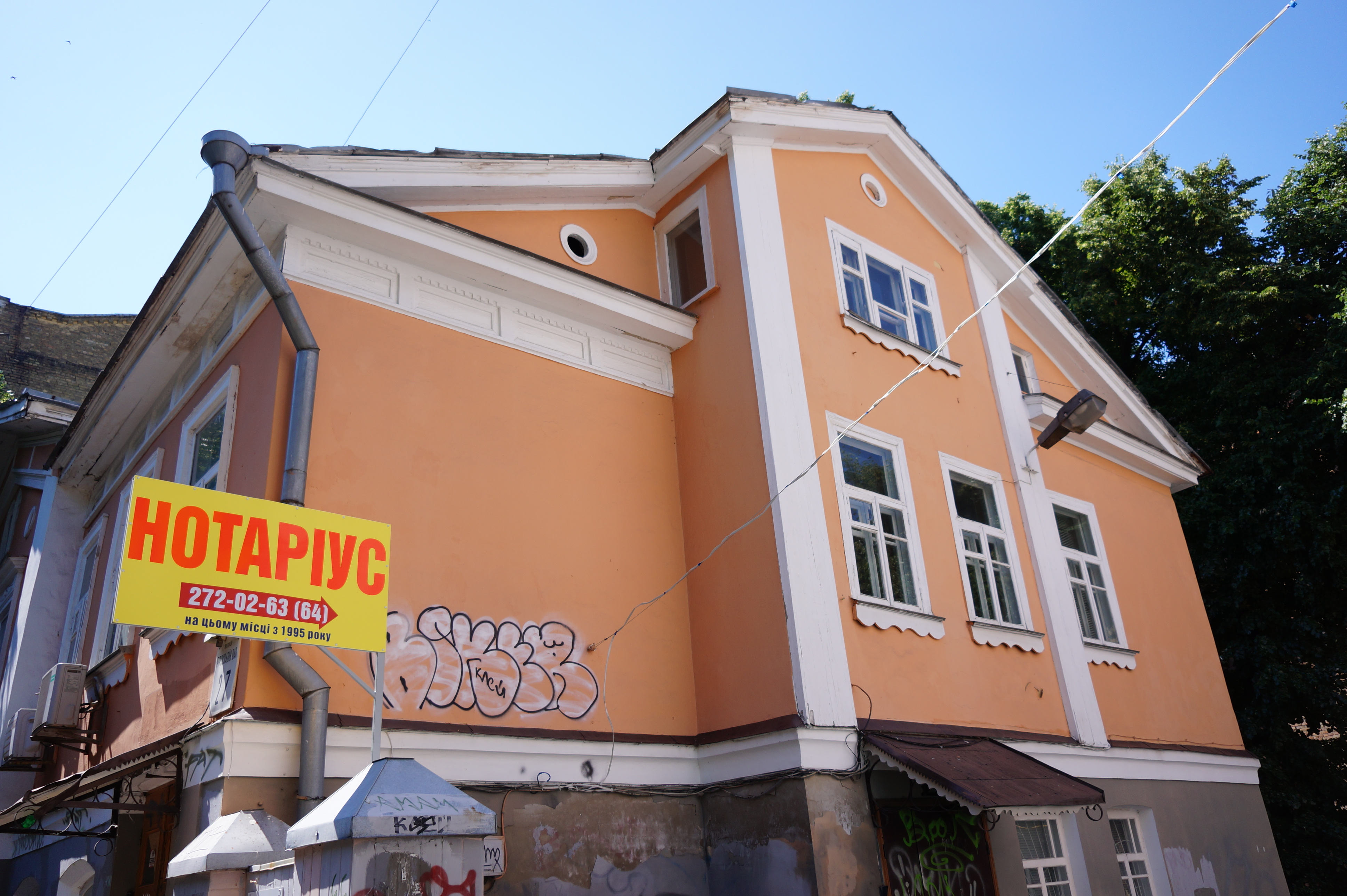
Бічний фасад